# Seskarö
Seskarö (meänkieli: Seittenkaari) är en tätort i Haparanda kommun och en cirka 20 kvadratkilometer stor ö i Haparanda skärgård. En serie broar förbinder (sedan 1978) Seskarö och några mellanliggande öar med fastlandet. Ön har cirka 500 invånare.
Naturen består mest av tallhed men även områden med gran och lövskog finns. Fina badstränder hittar man på framför allt södra sidan av ön, men även i viken Räpilahti, i nordöstra hörnet av Seskarö, finns det sandstrand med en naturhamn som tillåter även större båtar att angöra stranden. I den nordvästra delen av ön finns också Sammakkoviken med natursköna sandstränder. En campinganläggning finns i Tromsöviken, med husvagnsparkering och uthyrningsstugor och havsbad.
Sågverket, (som stängdes år 2008 av dåvarande ägaren Setragroup), var från slutet av 1800-talet öns livsnerv. Sågverket återstartades under 2011-2012 men stängdes kort efter återstart. Sågen återstartades återigen under 2020, efter stora investeringar, av den nya ägaren Stenvalls Trä. Bland fler verksamma företag märks en tillverkare av träbyggnader såsom småstugor och garage mm, ett flertal enskilda näringsidkare inom olika områden, en bensinmack med kioskvaror/grill samt en lanthandel, liksom restaurangen Seskarö Wärdshus.

## Historia
På den närliggande lilla ön Granvik finns en labyrint av sent datum. På halvön Tervaluoto finns en äldre labyrint, möjligen från medeltiden.
Våren 1917 utbröt det så kallade Seskaröupproret. Det var en av de händelser som tillsammans har kallats ”den svenska revolutionen”. Till 50-årsminnet av denna händelse restes en minnessten med inskriptionen: ”Brottet var hunger. Hungerkravallerna på Seskarö 1917. Arbetarna reste stenen 1967.”
Seskarö kyrka invigdes 1929. Mellan 1923 och 1976 var Seskarö ett kyrkobokföringsdistrikt inom Nedertorneå (sedermera Nedertorneå-Haparanda) församling.

### Seskarö Folkets hus
I Seskarö så är det Seskarö hembygdsförening som sköter om Seskarö Folkets hus. Seskarö Folkets hus har funnits sedan minst år 1912.

### Befolkningsutveckling
| Befolkningsutvecklingen i Seskarö 1950–2020             | Befolkningsutvecklingen i Seskarö 1950–2020 | Befolkningsutvecklingen i Seskarö 1950–2020 | Befolkningsutvecklingen i Seskarö 1950–2020 | Befolkningsutvecklingen i Seskarö 1950–2020 |
| ------------------------------------------------------- | ------------------------------------------- | ------------------------------------------- | ------------------------------------------- | ------------------------------------------- |
|                                                         |                                             |                                             |                                             |                                             |
| År                                                      |                                             |                                             | Folkmängd                                   | Areal (ha)                                  |
| 1950                                                    | 1950                                        |                                             | 993                                         |                                             |
| 1960                                                    | 1960                                        |                                             | 829                                         |                                             |
| 1965                                                    | 1965                                        |                                             | 746                                         |                                             |
| 1970                                                    | 1970                                        |                                             | 643                                         |                                             |
| 1975                                                    | 1975                                        |                                             | 644                                         |                                             |
| 1980                                                    | 1980                                        |                                             | 617                                         |                                             |
| 1990                                                    | 1990                                        |                                             | 592                                         | 160                                         |
| 1995                                                    | 1995                                        |                                             | 544                                         | 162                                         |
| 2000                                                    | 2000                                        |                                             | 491                                         | 162                                         |
| 2005                                                    | 2005                                        |                                             | 498                                         | 162                                         |
| 2010                                                    | 2010                                        |                                             | 491                                         | 162                                         |
| 2015                                                    | 2015                                        |                                             | 411                                         | 100                                         |
| 2020                                                    | 2020                                        |                                             | 438                                         | 138                                         |
| Anm.: Småorten Sandvik utbruten 2015 och återgick 2020. |                                             |                                             |                                             |                                             |

## Bilder

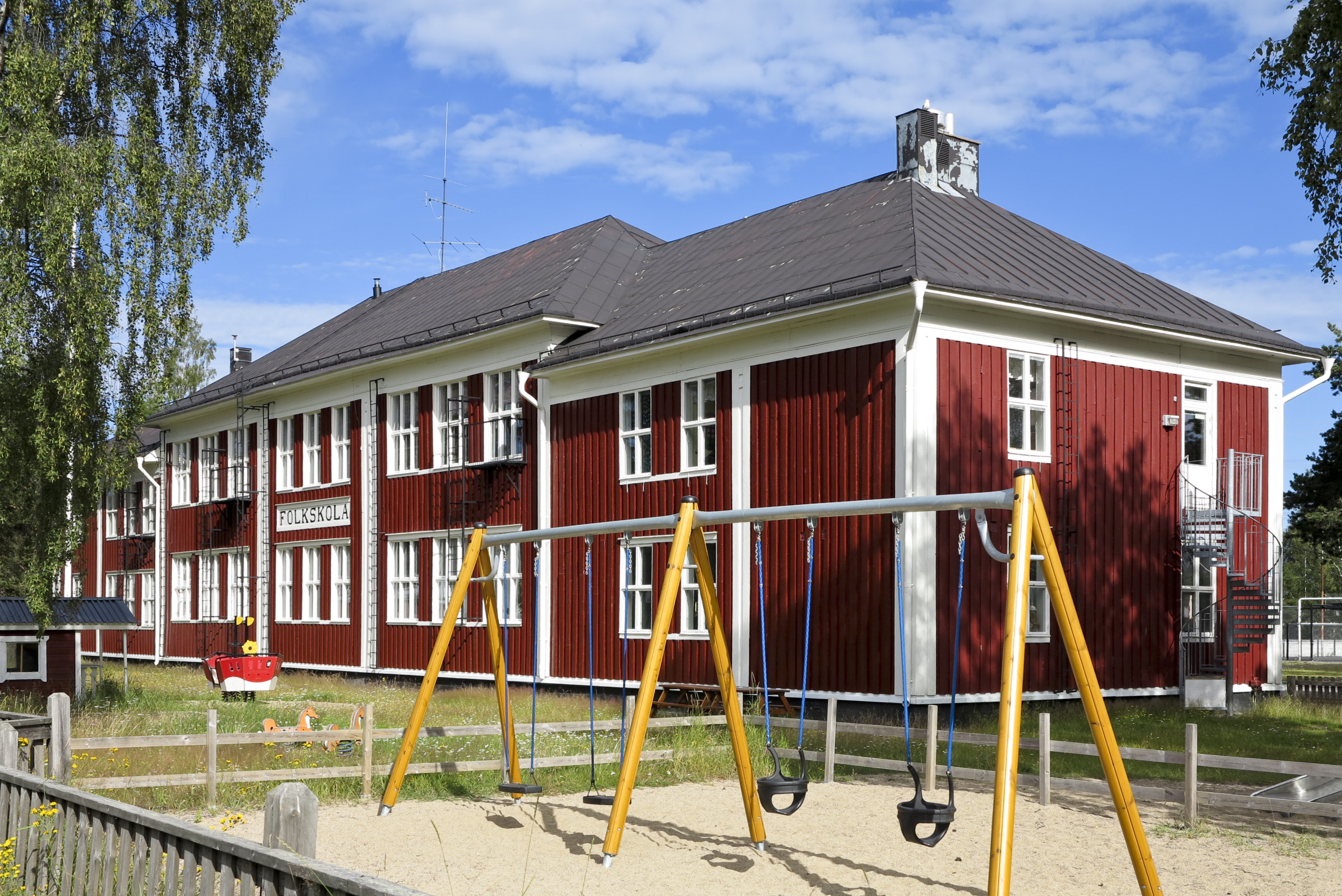
Seskarö Folkskola
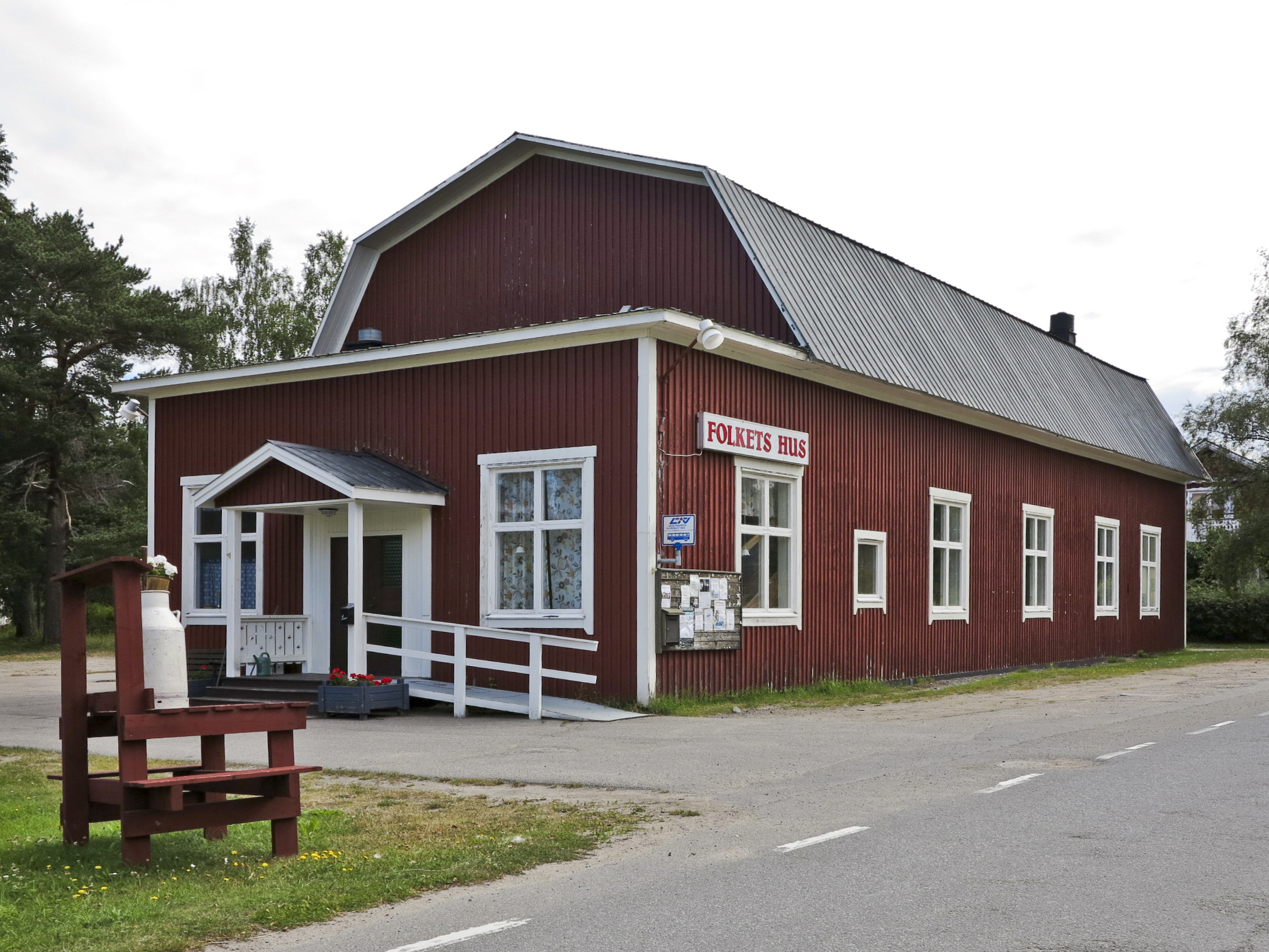
Folkets hus
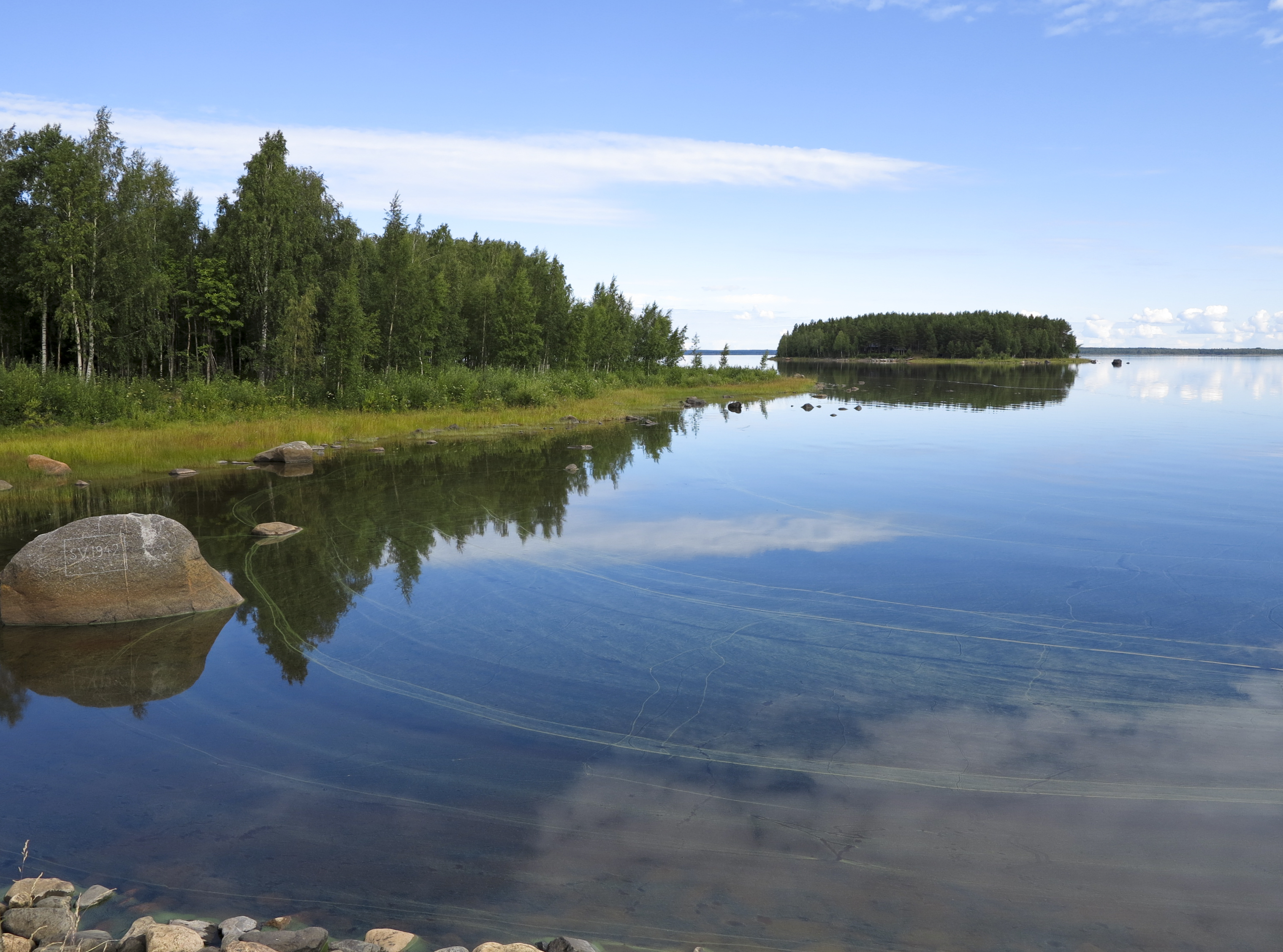
Aludden